# Sylvain Idangar
Sylvain Idangar (Parigi, 8 marzo 1984) è un ex calciatore francese naturalizzato ciadiano, di ruolo attaccante.

## Statistiche

### Cronologia presenze e reti in nazionale
| Cronologia completa delle presenze e delle reti in nazionale ― Ciad | Cronologia completa delle presenze e delle reti in nazionale ― Ciad | Cronologia completa delle presenze e delle reti in nazionale ― Ciad | Cronologia completa delle presenze e delle reti in nazionale ― Ciad | Cronologia completa delle presenze e delle reti in nazionale ― Ciad | Cronologia completa delle presenze e delle reti in nazionale ― Ciad | Cronologia completa delle presenze e delle reti in nazionale ― Ciad | Cronologia completa delle presenze e delle reti in nazionale ― Ciad |
| Data                                                                | Città                                                               | In casa                                                             | Risultato                                                           | Ospiti                                                              | Competizione                                                        | Reti                                                                | Note                                                                |
| ------------------------------------------------------------------- | ------------------------------------------------------------------- | ------------------------------------------------------------------- | ------------------------------------------------------------------- | ------------------------------------------------------------------- | ------------------------------------------------------------------- | ------------------------------------------------------------------- | ------------------------------------------------------------------- |
| 17-5-2014                                                           | Blantyre                                                            | Malawi                                                              | 2 – 0                                                               | Ciad                                                                | Qual. Coppa d'Africa 2015                                           | -                                                                   | 72’                                                                 |
| Totale                                                              |                                                                     | Presenze                                                            | 1                                                                   |                                                                     | Reti                                                                | 0                                                                   |                                                                     |